# آينتراخت فرانكفورت للسيدات
نادي آينتراخت فرانكفورت للسيدات (بالألمانية: Eintracht Frankfurt) هو نادي كرة قدم ألماني للسيدات موقعه في فرانكفورت في هسن يلعب في الدوري الألماني.
يُعتبر النادي هو ثاني أكثر النوادي تتويجًا بدوري أبطال أوروبا للسيدات بعد أولمبيك ليون الفرنسي حيث فاز بالبطولة أربع مرات.

## التاريخ

شعار النادي السابق والذس كان يحمل اسم "نادي فرانكورت النسوي" (1999 - 2020)

تأسس النادي باسم "نادي فرانكفورت النسوي الأول لكرة القدم" (بالألمانية: 1. Frauen-Fußball-Club Frankfurt) وتُوج ببطولة دوري أبطال أوروبا للسيدات لموسم 2014–15 بعد فوزه على باريس سان جيرمان الفرنسي في النهائي الذي أقُيم ببرلين يوم 14 مايو 2015. وسبق له أن حقق أعوام 2002 و2006 و2008.
عام 2019 أعلن النادي أنه سيندمج مع فريق آينتراخت فرانكفورت للرجال، واعتباراً من 1 يونيو 2020 أصبح النادي ينافس في دوري السيدات باسم "آينتراخت فرانكفورت" عوضاً عن "إف إف سي فرانكفورت".

## وصلات خارجية
- الموقع الرسمي

لم يتم العثور على روابط لمواقع التواصل الاجتماعي.